# Équipe cycliste Mes Sungun-Azad
L'équipe cycliste Mes Sungun-Azad (anciennement Azad University Team) est une équipe cycliste iranienne participant aux circuits continentaux de cyclisme et en particulier l'UCI Asia Tour.

## Principales victoires

### Courses par étapes
- Perlis Open : 2009 (Anuar Manan)
- Kerman Tour : 2010 (Abbas Saeidi Tanha)
- Tour of Milad du Nour : 2010 (Ramin Mehrabani)
- Tour des Philippines : 2011 (Ramin Mehrabani)
- Tour de Singkarak : 2011 (Amir Zargari)

### Championnats nationaux
- Championnats d'Iran : 4
  - Course en ligne : 2011 (Abbas Saeidi Tanha) et 2021 (Behnam Khalilikhosroshahi)
  - Contre-la-montre : 2012 (Alireza Haghi) et 2013 (Behnam Khalilikhosroshahi)
- Championnats du Kirghizistan : 2
  - Course en ligne : 2009 (Eugen Wacker)
  - Contre-la-montre : 2009 (Eugen Wacker)

## Classements UCI
L'équipe participe aux circuits continentaux et principalement à des épreuves de l'UCI Asia Tour. Les tableaux ci-dessous présentent les classements de l'équipe sur les différents circuits, ainsi que son meilleur coureur au classement individuel.
UCI America Tour
| UCI America Tour | UCI America Tour       | UCI America Tour                          | UCI America Tour |
| Année            | Classement par équipes | Meilleur coureur au classement individuel |                  |
| ---------------- | ---------------------- | ----------------------------------------- | ---------------- |
| 2012             | 24e                    | Víctor Niño (52e)                         |                  |
|                  |                        |                                           |                  |
| Source : UCI     |                        |                                           |                  |

UCI Asia Tour
| UCI Asia Tour | UCI Asia Tour          | UCI Asia Tour                             | UCI Asia Tour |
| Année         | Classement par équipes | Meilleur coureur au classement individuel |               |
| ------------- | ---------------------- | ----------------------------------------- | ------------- |
| 2009          | 3e                     | Amir Zargari (11e)                        |               |
| 2010          | 2e                     | Amir Zargari (6e)                         |               |
| 2011          | 2e                     | Amir Zargari (3e)                         |               |
| 2012          | 11e                    | Víctor Niño (29e)                         |               |
| 2022          | 7e                     | Mohammad Ganjkhanlou (40e)                |               |
|               |                        |                                           |               |
| Source : UCI  |                        |                                           |               |

L'équipe est également classée au Classement mondial UCI qui prend en compte toutes les épreuves UCI et concerne toutes les équipes UCI.
| Classement mondial | Classement mondial     | Classement mondial                        | Classement mondial |
| Année              | Classement par équipes | Meilleur coureur au classement individuel |                    |
| ------------------ | ---------------------- | ----------------------------------------- | ------------------ |
| 2022               | 72e                    | Mohammad Ganjkhanlou (781e)               |                    |
|                    |                        |                                           |                    |
| Source : UCI       |                        |                                           |                    |

## Azad University Team en 2022
| Cycliste                  | Date de naissance | Nationalité | Équipe 2021                     |  |
| ------------------------- | ----------------- | ----------- | ------------------------------- |  |
| Aidin Aliyari             | 6 juin 2000       | Iran        | Suspension (2017-2021)          |  |
| Hossein Alizadeh          | 24 janvier 1988   | Iran        | Foolad Mobarakeh Sepahan (2020) |  |
| Behnam Ariyan             | 11 avril 1990     | Iran        | Foolad Mobarakeh Sepahan (2019) |  |
| Esmail Chaichi            | 27 octobre 1994   | Iran        | Foolad Mobarakeh Sepahan        |  |
| Mohammad Ganjkhanlou      | 4 juillet 1997    | Iran        | Foolad Mobarakeh Sepahan        |  |
| Shahin Homay Aghdam       | 21 juillet 1986   | Iran        |                                 |  |
| Behzad Karamazadeh        | 29 mars 1985      | Iran        | Azad University Team            |  |
| Masoud Khaki              | 29 août 2002      | Iran        | Azad University Team            |  |
| Behnam Khalilikhosroshahi | 7 février 1989    | Iran        |                                 |  |
| Masoud Khorram Manesh     | 3 août 1985       | Iran        |                                 |  |
| Khalil Khorshid           | 10 juin 1988      | Iran        | Yunnan Lvshan Landscape (2019)  |  |
| Ali Labib                 | 21 septembre 2002 | Iran        |                                 |  |
| Yashar Masoumi            | 10 octobre 2003   | Iran        |                                 |  |
| Mahdi Nateghi             | 8 février 1987    | Iran        | Foolad Mobarakeh Sepahan        |  |
| Mirsamad Pourseyedi       | 15 octobre 1985   | Iran        | Foolad Mobarakeh Sepahan        |  |
| Hasan Seyfollahifard      | 5 mai 1993        | Iran        | Tabriz Cycling Team (2020)      |  |